# Ventenac-en-Minervois
Ventenac-en-Minervois település Franciaországban, Aude megyében. Lakosainak száma 587 fő (2022. január 1.). Ventenac-en-Minervois Canet, Ginestas, Paraza, Raissac-d’Aude, Saint-Nazaire-d’Aude és Sainte-Valière községekkel határos.

## Népesség
A település népessége az elmúlt években az alábbi módon változott:
| Lakosok száma | 334  | 289  | 321  | 486  | 527  | 537  | 553  | 574  | 575  | 587  |
|               | 1968 | 1982 | 1990 | 2006 | 2013 | 2015 | 2017 | 2019 | 2020 | 2022 |